# Wyspy Marshalla na Letnich Igrzyskach Olimpijskich 2012
Wyspy Marshalla na Letnich Igrzyskach Olimpijskich 2012, które odbyły się w Londynie, reprezentowało 4 zawodników.
Był to drugi start reprezentacji Wysp Marshalla na letnich igrzyskach olimpijskich.

## Reprezentanci

### Lekkoatletyka
Mężczyźni
| Zawodnik      | Konkurencja | Preeliminacje | Preeliminacje | Eliminacje | Eliminacje | Półfinał | Półfinał | Finał | Finał   |
| Zawodnik      | Konkurencja | Wynik         | Miejsce       | Wynik      | Miejsce    | Wynik    | Miejsce  | Wynik | Miejsce |
| ------------- | ----------- | ------------- | ------------- | ---------- | ---------- | -------- | -------- | ----- | ------- |
| Timi Garstang | 100 m       | 12,81         | 29.           | NQ         | NQ         | NQ       | NQ       | NQ    | NQ      |

Kobiety
| Zawodniczka | Konkurencja | Eliminacje | Eliminacje | Półfinał | Półfinał | Finał | Finał   |
| Zawodniczka | Konkurencja | Wynik      | Miejsce    | Wynik    | Miejsce  | Wynik | Miejsce |
| ----------- | ----------- | ---------- | ---------- | -------- | -------- | ----- | ------- |
| Haley Nemra | 800 m       | 2:14,90    | 34.        | NQ       | NQ       | NQ    | NQ      |

### Pływanie
Mężczyźni
| Zawodnik       | Konkurencja   | Eliminacje | Eliminacje | Półfinał | Półfinał | Finał | Finał   |
| Zawodnik       | Konkurencja   | Czas       | Miejsce    | Czas     | Miejsce  | Czas  | Miejsce |
| -------------- | ------------- | ---------- | ---------- | -------- | -------- | ----- | ------- |
| Giordan Harris | 50 m dowolnym | 26,88      | 46.        | NQ       | NQ       | NQ    | NQ      |

Kobiety
| Zawodniczka      | Konkurencja   | Eliminacje | Eliminacje | Półfinał | Półfinał | Finał | Finał   |
| Zawodniczka      | Konkurencja   | Czas       | Miejsce    | Czas     | Miejsce  | Czas  | Miejsce |
| ---------------- | ------------- | ---------- | ---------- | -------- | -------- | ----- | ------- |
| Ann-Marie Hepler | 50 m dowolnym | 28,06      | 49.        | NQ       | NQ       | NQ    | NQ      |